# Liste des seigneurs de Donges
Liste des seigneurs et vicomtes de Donges
Au XIe siècle, le comte de Nantes fait construire un château à Donges afin de défendre la rive droite de l'estuaire de la Loire

## SeigneursdeDonges

### Famille deDonges

Les premiers seigneurs de Donges portaient pour blason : Echiqueté d'or et d'azur.

- ???? - entre 1083 et 1092 Frioul ou Friold ou Friould[1] , seigneur de Donges, fils du précédent. Il fonde vers 1070 près de son château de Donges un prieuré en faveur de l'abbaye de Marmoutier et vers 1080 un second prieuré, celui de Saint-Nazaire, qu'il donna à l'abbaye Saint-Aubin d'Angers. Il sera également croisé et revint par Rome en août 1101,
enfants :
Rouaud ou Roald ,
Geoffroi ou Gaufrid,

- entre 1083 et 1092 - ???? Geoffroi ou Gaufrid, seigneur de Donges, fils cadet du précédent. Il approuve en 1099 la donation de l'église de Crossac à l'abbaye de Redon[2],

- 1125 - après 1138 Savaric ou Savary, seigneur de Donges, fils du précédent,

## VicomtesdeDonges

### Famille deDonges
- 1125 - après 1138 Savaric ou Savary, vicomte de Donges[3],

Les vicomtes de Donges s'installèrent en la forteresse du Lorieux, au milieu des marais de Crossac, en 1125, après que Conan III le Gros ait donné l'ordre de détruire la place forte de Donges. Ces représailles étaient dues au fait que le vicomte Savaric s'était rendu complice des méfaits de Olivier de Pontchâteau sur les terres de l'Abbaye Saint-Sauveur de Redon.
- après 1138 - après 1164 : Rouaud ou Roald II[5], fils du précédent, vicomte de Donges,

- après 1164 - fin du XIIe siècle : Eon ou Eudon[6], fils du précédent, vicomte de Donges,
marié à Mathilde, dont :
Rouaud III de Donges, vicomte de Donges,
Eon,

- fin du XIIe siècle - après 1219 Rouaud ou Roard III (vers 1175 + après 1219)[7], vicomte de Donges. Il succède à son père, mais, encore trop jeune, l'administration de la vicomté est confiée à Geoffroy, seigneur d'Ancenis (qui figure sur une charte de 1209 comme garde ou baillistre (Ballivus) de la terre du vicomte de Donges, mort sans postérité,
enfants :
Emma de Donges,

- après 1219 - ???? Emma de Donges (née vers 1205), vicomtesse héritière de Donges, fille du précédent[8],
marié à Thibaut Ier de Rochefort (vers 1200 + vers 1270), seigneur de Rochefort et de Châteauneuf-en-Saint-Malo,

### Famille deRochefort

Armes des vicomtes de Donges issus de la Famille de Rochefort : vairé d'or et d'azur.

Cette famille descendrait de la maison de Bretagne. 
- vers 1240 - 1271 Thibaut Ier de Rochefort[10] (vers 1200 + 1271), vicomte de Donges, seigneur de Rochefort et de Châteauneuf-en-Saint-Malo, époux de la précédente,
marié à Emma de Donges (née vers 1205), vicomtesse héritière de Donges, dont :

- 1271 - 1275 Guillaume Ier de Rochefort (vers 1230 † 1275), seigneur de Rochefort, et d'Assérac, vicomte de Donges, fils des précédents
marié probablement à l'héritière d'Assérac, puis,
marié à Marguerite de Chateaubriand (vers 1240 † après 1263) , dame du Pordic et de Saint-Mars, fille de Geoffroy IV, seigneur de Châteaubriant (veuve, elle se remariera à Yvon VIII de La Jaille), dont :

- 1275 - après 1327 Thibault II de Rochefort (vers 1260 † après 1327), vicomte de Donges, seigneur de Rochefort et d'Assérac, fils des précédents,
marié à Anne de Neuville, dont :
Alix de Rochefort (née vers 1285),
mariée à  Olivier II, 9e vicomte de Rohan,
Guillaume II de Rochefort seigneur de Rochefort et d'Assérac,
Bonabes de Rochefort (né vers 1295 - Henleix en Saint-Nazaire), seigneur du Henleix,
marié à Marie d'Ancenis, dont :
Guy de Rochefort du Henleix[11], seigneur du Henleix, chevalier. En 1334, il reprend le château de Nantes sur les Anglais[12].Il reçoit une montre à Vitré en 1356,
enfant :
Guillaume de Rochefort du Henleix,
marié à Jeanne de Bruc, dont :
Guyonne de Rochefort du Henleix,
mariée[13] à Jean de Rohan, seigneur du Gué-de-L'Isle.
Bonabes de Rochefort du Henleix (+ 1397)

- après 1327 - vers 1347 Guillaume II de Rochefort (vers 1292 † vers 1347), seigneur de Rochefort et d'Assérac,
marié à Philippette ou Philippa ou Philippine, dame de Princé, fille de Guy VIII de Laval, dont :
Thibault III de Rochefort, seigneur de Rochefort et d'Assérac,
Aliette de Rochefort (vers 1316 † 1350),
mariée à Jean IV, seigneur de Maure (vers 1305 + 1350),
Péronelle de Rochefort ( † 2 août 1383 - Quimper, inhumée au Couvent des Cordeliers de Quimper),
mariée à Hervé V du Pont-l'Abbé (vers 1320 + après 1383),
puis, marié à Jeanne de Calletot,

- vers 1347 - 1364 Thibault III de Rochefort (1313 † 29 septembre 1364 à la Bataille d'Auray), seigneur de Rochefort et d'Assérac, et vicomte de Donges,
marié en 1340 à Jeanne ou Marie (après 1316 † 1376), baronne d'Ancenis, fille de Geoffroy VI, (veuve, elle se remaria avec Charles de Dinan ( † 1418), seigneur de Châteaubriant, et de Montafilan) dont :
Jeanne de Rochefort, dame de Rochefort et d'Assérac,
Thibault IV de Rochefort, seigneur de Rochefort et d'Assérac,
Béatrice de Rochefort ( † 28 juin 1421),
mariée le 26 juillet 1385 à Jean de Craon ( † 1432), seigneur de la Suze,
Marie de Rochefort (1365 † après 1418),
mariée à Bertrand III Goyon, seigneur de Matignon (1364 † 1407),
Blanche de Rochefort,
mariée à Jean du Chastelier,

- 1364 - 1371 Thibault IV de Rochefort ( † sans postérité en 1371), seigneur de Rochefort et d'Assérac, et vicomte de Donges,

- 1371 - 1423 Jeanne de Rochefort (1341 † 3 mai 1423), baronne d'Ancenis, vicomtesse de Donges, dame de Châteauneuf, dame de Rochefort, d'Assérac, et de Ranrouët, sœur du précédent,
mariée en 1362 à Eon, fils de Raoul VII de Monfort et d'Aliénor d'Ancenis et frère de Raoul VIII de Montfort, sans postérité, puis,
remariée le 16 février 1374 à Jean II (vers 1342 - 1417 - Rochefort), sire de Rieux,

### Maison de Rieux

Armes de la Maison de Rieux : D'azur à dix besants d'or posés 4, 3, 2, 1.

- 1423 - 1431 Jean III de Rieux (16 juin 1377 ✝ 8 janvier 1431), 16e seigneur de Rieux, fils des précédents, seigneur de Rochefort, baron d'Ancenis, vicomte de Donges, seigneur d'Assérac, seigneur puis (1451) baron de Malestroit,
marié à Béatrice de Rohan-Montauban (vers 1385 ✝ avant 1414), dame de La Gacilly, fille de Guillaume de Montauban, seigneur de Montauban et de Landal, dont :
Marie (vers 1405 ✝ 24 janvier 1465), dame de Fougeray,
mariée à Louis d'Amboise (1392 ✝ 28 février 1469), vicomte de Thouars,
Marguerite (vers 1400 ✝ 1445), dame de Saint-Nazaire,
mariée le 20 mai 1423 à Charles de Coësmes (vers 1392 ✝ 1466), baron de Lucé,
marié en 1414 à Jeanne d'Harcourt (11 septembre 1399 ✝ 3 mars 1456), fille de Jean VII, comte d'Harcourt, dont :
Jean, mort jeune,
François, 17e seigneur de Rieux,

- 1431 - 1458 François Ier (11 août 1418 ✝ 20 novembre 1458), 17e seigneur de Rieux, fils des précédents, seigneur de Rochefort, baron de Malestroit, comte d'Harcourt, seigneur d'Assérac, vicomte de Donges, conseiller et chambellan de François Ier, chevalier de l'Ordre de l'Hermine, chambellan[14] du dauphin, futur Louis XI,
marié le 11 février 1442 à Jeanne ( ✝ 29 juin 1459), fille de Alain IX, vicomte de Rohan, dont :
Louise (née le 1er mars 1446 - Ancenis),
mariée le 12 juin 1463 à Louis II (vers 1444 ✝ 25 mai 1508), seigneur de Guémené,
Jean IV, 18e seigneur de Rieux,
Marie,
François II (né le 6 octobre 1448, mort jeune), seigneur d'Assérac,

- 1458 - 1518 Jean IV (27 juin 1447 † 9 février 1518), 18e seigneur de Rieux, fils des précédents, baron de Malestroit et d'Ancenis, seigneur de Cranhac, de Rochefort, comte d'Aumale, comte d'Harcourt (en Normandie), vicomte de Donges, seigneur de Couëron, de Largouët, de Châteaugiron, de Derval, de La Bellière et 13e seigneur de Rougé, régent[15] et  Maréchal de Bretagne, Lieutenant-général du roi en Bretagne,

- 1518 - 1532 Claude Ier (15 février 1497 † 19 mai 1532), 19e seigneur de Rieux, fils du précédent, seigneur de Rochefort, comte d'Harcourt, et comte d'Aumale, seigneur d'Assérac, vicomte de Donges,
marié à Catherine de Laval (1504 † 1526), dame de la Roche-Bernard, dont :
Guyonne de Rieux, née Renée de Rieux (1524 † 1567), comtesse de Laval, de Montfort, baronne de Quintin, vicomtesse de Donges,
Claudine de Rieux[16], dame de la Roche-Bernard, de Rieux, et de Rochefort,
mariée le 9 décembre 1548 (Saint-Germain-en-Laye) à François de Coligny (1521 † 1569), seigneur d'Andelot,
marié le 20 novembre 1529 à Suzanne de Bourbon-Montpensier ( † 1570), fille de Louis de Bourbon (1473 † 1520), prince de La Roche-sur-Yon et Louise de Montpensier dont :
Claude II, 20e seigneur de Rieux,
Louise de Rieux (vers 1531 † vers 1570), comtesse d'Harcourt,
mariée le 3 février 1554 à René II d'Elbeuf,

- 1532 - 1548 Claude II[17] (1530 † 26 avril 1548), 20e seigneur de Rieux, fils du précédent, seigneur de Rochefort, comte d'Harcourt, et comte d'Aumale, vicomte de Donges, sans alliance ni postérité[18],

- 1548 - 1567 Guyonne de Rieux, née Renée de Rieux (1524 † 1567), comtesse de Laval, de Montfort, baronne de Quintin, vicomtesse de Donges,
mariée le 5 janvier 1545 à Louis de Sainte-Maure, marquis de Nesle et comte de Joigny, comte de Laval, de Montfort, baron de Quintin, vicomte de Donges,

### Famille deSainte-Maure
- 1550 - 1573 Louis de Sainte-Maure, marquis de Nesle et comte de Joigny, comte de Laval, de Montfort, baron de Quintin, vicomte de Donges, époux de la précédente (voir les relations complexes du couple).

Il fit hommage au roi pour Donges en 1550 tandis que sa femme se retira à Laval et y mourut sans enfant en 1567. 

### Maison de Rieux, Branche de Donges
- 1573 - 1591 Guy Ier de Rieux ( † 12 février 1591), seigneur de Châteauneuf, vicomte de Donges, gouverneur de Brest, cousin de Guyonne, fils de Jean de Rieux (1508 † 24 décembre 1563[19]), seigneur de Châteauneuf et de Sourdéac et Béatrix de Jonchères, dame de La Perrière-en-Anjou ; petit-fils de Jean IV de Rieux,
marié en 1560 à Anne, baronne du Chastel, dont :
Marie de Rieux, dame du Chastel,
mariée à Guy (IV) de Scépeaux ( † 1597), seigneur de Chemillé et héritier du duché de Beaupréau : d'où Jeanne de Scépeaux (1588-1620), épouse du duc de Retz Henri de Gondi,
Guy II de Rieux, seigneur de Châteauneuf,
marié à Catherine de Rosmadec ( † 1647),
Jeanne de Rieux ( † 1630), vicomtesse de Dinan, dame de La Bellière,
mariée en 1587 à Pierre ( † 1627), comte de Boiséon,
marié à Madeleine d'Espinay ( † 27 septembre 1597), fille de Jean II d'Espinay († 1591), dont :
Susanne de Rieux,
mariée à son cousin Jean II de Rieux de La Feillée ( † 1630), seigneur de la Feillée, marquis d'Assérac et seigneur de Cargouët,
Renée de Rieux,
mariée à François de Kerlec'h, seigneur du Plessix, sans postérité[18],
Guy II de Rieux, seigneur de Châteauneuf, vicomte de Donges,
Madeleine de Rieux,
mariée à Pierre de Rohan (1567-1622), Prince de Guéméné,

- 1591 - 1637 Guy II de Rieux ( † 9 décembre 1637 au château du Matz en Savenay - inhumé en l'église des Cordeliers de Savenay), seigneur de Châteauneuf, vicomte de Donges. Il fit hommage au roi pour la vicomté de Donges le 4 mai 1600[20],
marié en 1618 à Eléonore de Rochechouart de Mortemart ( † 1629), dont :
François Guy de Rieux, mort jeune,
marié en 1631 à Catherine de Rosmadec ( † 1647 au Château de la Hunaudaye), fille de Sébastien, marquis de Rosmadec ( † 1613) et Jeanne de La Motte, dame du Vauclerc (veuve de Jean Ier de Rieux de La Feillée l'Ainé, marquis d'Assérac), dont :
Jean, vicomte de Donges,
René, vicomte de Donges,
Jeanne-Pélagie, comtesse de Châteauneuf et vicomtesse de Donges, marquise d'Assérac,

- 1637 - 1642 Jean de Rieux, mort en 1642, vicomte de Donges, mort sans alliance ni postérité, fils des précédents,

- 1642 - 1656 René de Rieux, mort en 1653, vicomte de Donges, mort sans alliance ni postérité, frère du précédent,

- 1656 - ???? Jeanne-Pélagie de Rieux, comtesse de Châteauneuf et vicomtesse de Donges, marquise d'Assérac, sœur des précédents,
mariée à son cousin Jean-Emmanuel de Rieux d'Assérac ( † 1656), marquis de Châteauneuf et d'Assérac, seigneur de Cargouët et de L'Isle-Dieu, gouverneur de Guérande, du Croisic, et de Saint-Nazaire,

### Maison de Rieux, Branche d'Assérac
- ???? - 1679 Jean-Gustave de Rieux d'Assérac (1649 † 29 janvier 1713 - Paris), marquis d'Assérac et vicomte de Donges, fils de la précédente,
marié 2 mars 1677 à Anne-Hélène d'Aiguillon, dame de la Juliennaye, dont :
Jean-Sévère de Rieux d'Assérac, marquis d'Oixant, baron de La Hunaudaye et de Montasilant,
enfant:
Louis de Rieux d'Assérac ( + au champ d'Auray après l'affaire de Quiberon),
Louis Auguste de Rieux d'Assérac, le Chevalier de Rieux (1691 † 1767), chevalier, puis comte puis marquis de Rieux, Lieutenant-général des armées du roi,
marié à Marie Butault de Marsan ( † 1734), dont :
un fils, né et mort en 1734,
marié à Claude d'Illiers, dont
Louise-Jeanne de Rieux (née le 12 septembre 1748),
Louis François de Rieux d'Assérac (né le 11 septembre 1750 - Paris), comte de Rieux,
Jean-Félix de Rieux d'Assérac (mars 1753 † 25 décembre 1753),

Le 28 février 1679, ses dettes poussent Jean-Gustave à vendre son marquisat d'Assérac à René de Lopriac, baron de Coëtmadeuc qui en rendit hommage au roi le 21 juin 1680 et lui fournit aveu l'année suivante. 
En 1690, ce sera au tour de la vicomté de Donges d'être vendue au baron de Coëtmadeuc
Il vendra également en 1702 à L. de Béringhen le domaine de Châteauneuf.

### Famille deLopriac

Armes de la Maison de Lopriac : De sable au chef d'argent, chargé de trois coquilles de gueules.

- 1690 - 1707 René de Lopriac ( † 4 décembre 1707), baron de Coëtmadeuc, marquis d'Assérac, vicomte de Donges,
marié à Hélène Romieu, dont :
Jacques de Lopriac, marquis d'Assérac,
René de Lopriac, marquis d'Assérac,
remarié en 1681 à Marguerite de Langourla, puis,
remarié en 1684 avec Jeanne Sauvaget (mariage réhabilité un an plus tard dans la chapelle de Ranrouët)

- 1707 - 1712 Jacques de Lopriac ( † 29 août 1712 à Paris sans postérité), marquis d'Assérac, fils du précédent, pour qui il rendit aveu en 1708, vicomte de Donges,

- 1712 - 1721 René de Lopriac ( † 1734[21]), marquis d'Assérac, frère du précédent, vicomte de Donges,
marié en 1696 à Judith Rogon, dont :

- 1721 - 1764 Guy-Marie de Lopriac ( † 10 juillet 1764), marquis d'Assérac, fils du précédent, pour lequel il fit hommage au roi en 1728, vicomte de Donges,
marié en 1718 à Marie-Louise de La Rochefoucauld de Roye, dont :
Guy-Louis de Lopriac (1724 † 1747), vicomte de Donges, et marquis d'Assérac,
Félicité de Lopriac, dernière marquise d'Assérac, et vicomtesse de Donges,

- 1764 - 1794 Félicité de Lopriac ( † 25 juillet 1794 guillotinée), dernière marquise d'Assérac, et vicomtesse de Donges,
marié à Louis-Joseph, marquis de Kerhoent

## Sources
(décembre 2020).
- Histoire et noblesse de Donges sur www.infobretagne.com
- Listes des seigneurs de Donges sur geneweb.inria.fr
- Listes des seigneurs de Donges sur Généalogie de Carné
- GRANDES SEIGNEURIES DE HAUTE BRETAGNE (par le Chanoine Guillotin de Corson)